# Thomas Pitfield
Thomas Baron Pitfield (5 de Abril de 1903- 11 de Novembro de 1999), foi um compositor, poeta, artista, gravador, caligrafo e professor britânico. 